# Commerzialbank Mattersburg
Die Commerzialbank Mattersburg im Burgenland AG (Kurzform und Logo Cb) war ein Geldinstitut im Burgenland. Die 1995 gegründete Bank mit acht Filialen hatte ihren Sitz in Mattersburg. Umfangreiche Bilanzfälschungen führten 2020 zur zwangsweisen Schließung der Bank und zum bis dahin drittgrößten Insolvenzfall der österreichischen Wirtschaftsgeschichte. Zu den Opfern des Skandals gehörte neben den Bankkunden auch der Bundesligaverein SV Mattersburg, der nach dem Wegfall seines Hauptsponsors den Spielbetrieb einstellen musste.

## Geschichte & Organisation

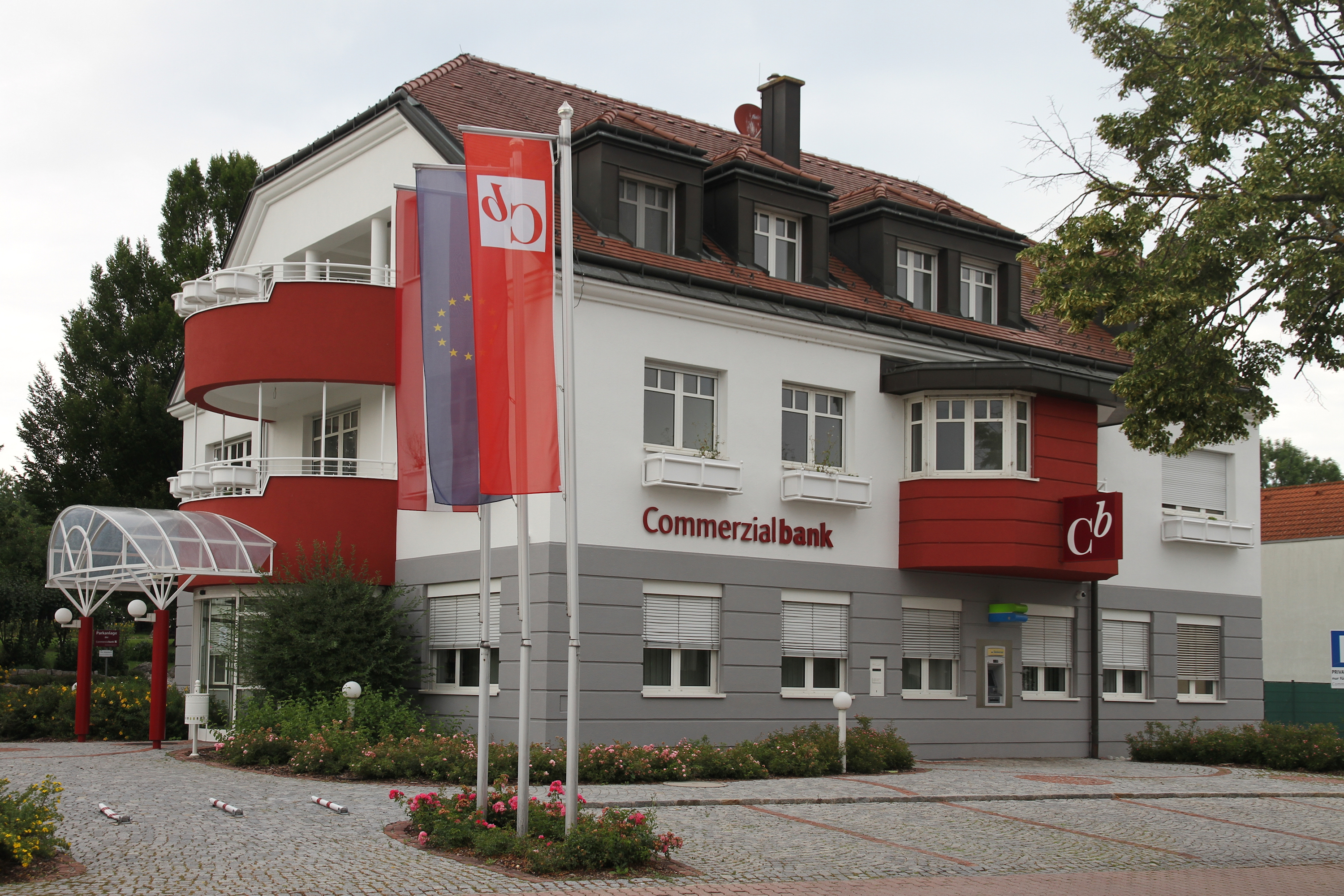
Filiale der Commerzialbank in Hirm

Die Bank wurde 1995 gegründet. Martin Pucher, damals Leiter der 1929 gegründeten „Raiffeisenbank Schattendorf-Zemendorf-Stöttera-Krensdorf-Hirm-Loipersbach-Draßburg-Baumgarten reg.Gen.m.b.H.“ mit Sitz in Schattendorf, spaltete die Bank nach einem Streit über die Geschäftsausrichtung vom Raiffeisen-Sektor ab. Dazu wurde eine Aktiengesellschaft mit Sitz in Mattersburg gegründet und das Bankgeschäft von der Raiffeisenbank-Genossenschaft auf die neue Aktiengesellschaft übertragen. Die neue Bank trug zunächst den Namen „Commerzbank Mattersburg im Burgenland AG“, musste diesen aber nach Protesten des gleichnamigen deutschen Geldinstituts 1997 in „Commerzialbank Mattersburg im Burgenland AG“ abändern. Die Raiffeisenbank wurde nach Ausgliederung des Bankgeschäfts in „Personalkredit- und Kommerzialkreditvermittlungs- und Anteilsverwaltungsgenossenschaft Schattendorf-Zemendorf-Stöttera-Krensdorf-Hirm-Loipersbach-Draßburg-Baumgarten reg.Gen.m.b.H.“ (kurz PKG) umfirmiert, verlegte ihren Sitz nach Mattersburg und blieb als Hauptaktionärin der Commerzialbank bestehen.
Am 14. Juli 2020 ordnete die FMA nach festgestellten Ungereimtheiten in der Buchhaltung die sofortige Schließung der Bank an. Rund zwei Wochen nach der vorläufigen Schließung der Bank brachte die Finanzmarktaufsicht am 27. Juli 2020 den Antrag auf Eröffnung des Insolvenzverfahrens bei der Staatsanwaltschaft Eisenstadt ein. Laut ersten Angaben des verwaltenden Regierungskommissärs Bernhard Mechtler sei das Institut rein rechnerisch (nach Bereinigung der Bilanz) im Ausmaß von 528 Millionen Euro überschuldet, spätere Angaben sprachen von 690 Millionen Euro an erfundenen Guthaben und fiktiven Krediten, die realen Einlagen von 490 Millionen Euro gegenüberstünden. Im Rahmen der Ermittlungen gab Pucher an, dass er und seine Vorstandskollegin Klikovits schon 1992, also bereits vor der Abspaltung der Bank vom Raiffeisen-Sektor, begonnen hatten, mittels gefälschter Saldenbestätigungen die Bilanz zu beschönigen. Dies sei aus dem Ruder gelaufen und ab einem gewissen Punkt nicht mehr rückgängig zu machen gewesen. Faktisch sei die Bank seit dem Jahr 2000 pleite gewesen. Nach dem Konkurs der Bank wurde die Genossenschaft für deren Verbindlichkeiten (darunter Zahlungen in Höhe von 495 Millionen Euro aus der staatlichen Einlagensicherung) verantwortlich. Sie brachte im September desselben Jahres ebenfalls einen Konkursantrag ein.
Zum Zeitpunkt ihrer Schließung verfügte die Bank neben der Zentrale in Mattersburg über acht weitere Filialen in Baumgarten, Draßburg, Forchtenstein, Hirm, Krensdorf, Loipersbach, Schattendorf und Zemendorf im Bezirk Mattersburg. Der Hauptanteilseigner der Aktiengesellschaft war die oben genannte Anteilsverwaltungsgenossenschaft, welche rund 79 % der Aktien hielt. 18,4 % der Aktien befanden sich im Streubesitz kleinerer Aktionäre, darunter auch der Vorstandsvorsitzende Martin Pucher. Neben Pucher saßen noch Franziska Klikovits und Walter Hack im Vorstand. Der zehnköpfige Aufsichtsrat bestand hauptsächlich aus lokalen Unternehmern unter dem Vorsitz von Josef Giefing.

## Bilanzbetrug

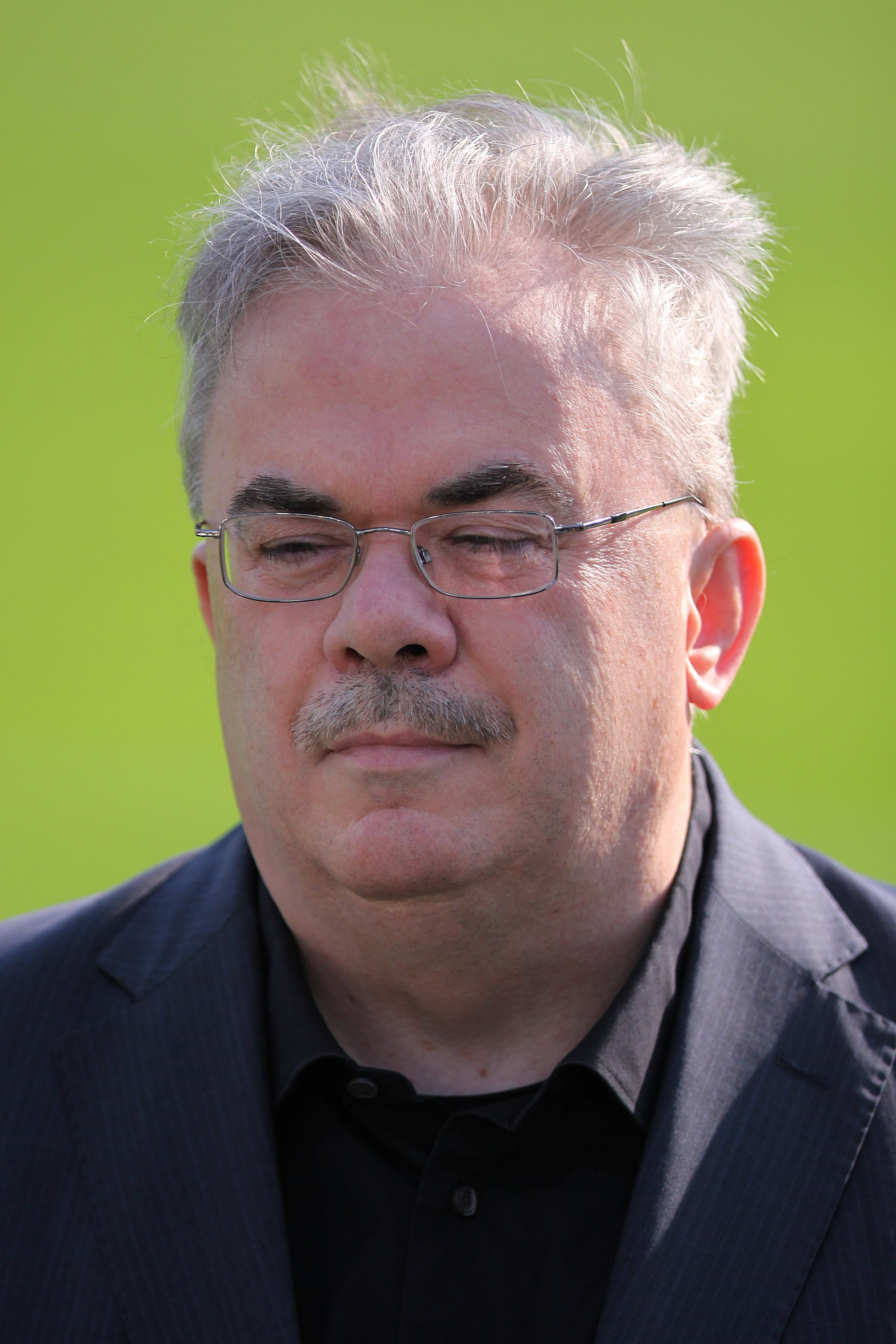
Gründer und Vorstand Martin Pucher (2015)

### Entwicklung
Bereits 2015 und 2017 hatte die Finanzmarktaufsichtsbehörde (FMA) bei sogenannten Vor-Ort-Prüfungen Unregelmäßigkeiten festgestellt, die bei Folgeprüfungen jedoch als ausgeräumt angesehen wurden. Auch die Staatsanwaltschaft Eisenstadt hatte 2015 für einige Monate ermittelt, nachdem ein Whistleblower von dubiosen Kreditgeschäften berichtet hatte, die Ermittlungen wurden jedoch „mangels Anfangsverdacht“ eingestellt. Am 14. Juli 2020 ordnete die FMA nach festgestellten Ungereimtheiten in der Buchhaltung die sofortige Schließung der Bank an. Diese Schließung wurde mit 15. Juli 2020 wirksam, ein Regierungskommissär übernahm die Verwaltung. Gründer und Direktor Martin Pucher trat am selben Tag zurück. Die Wirtschafts- und Korruptionsstaatsanwaltschaft bestätigte eine Anzeige der FMA mit dem Verdacht auf Bilanzfälschung und Untreue. Der burgenländische Landeshauptmann Hans Peter Doskozil verlautbarte in einer ersten Reaktion, dass die Lage des Instituts dramatisch und an eine Weiterführung des Geschäftsbetriebes nicht zu denken sei. Die Bank müsse liquidiert werden. Laut ersten Angaben war die Bilanz des Geldhauses um rund 500 Millionen Euro (also mehr als die Hälfte der angegebenen Bilanzsumme) frisiert worden. Entsprechende Guthaben (sogenannte Interbankeinlagen) der Commerzialbank Mattersburg bei anderen österreichischen Banken existierten nicht, die zugehörigen Belege seien gefälscht. Den Hauptteil des fraglichen Betrages machten vorgebliche Guthaben von je 40 bis 65 Millionen Euro bei acht großen österreichischen Banken aus. Darüber hinaus seien Kredite fingiert worden, um Zinseinnahmen vortäuschen zu können. Teilweise seien unter den Namen realer Kunden der Bank Kredite eröffnet worden, teilweise hätten Pucher und Klikovits aber auch vollkommen unbeteiligte Personen aus öffentlichen Verzeichnissen ausgewählt. Von den laut Bilanz 350 Millionen Euro an Kundenkrediten seien 180 Millionen Euro auf diese Art fingiert worden. Außerdem wurden Vorwürfe laut, dass Pucher zahlungsunfähigen Kreditnehmern (darunter ein ehemaliges Vorstandsmitglied der Bank) unter der Hand Bargeld übermittelt habe, welches diese mittels fingierter Rechnungen in ihre Unternehmen schleusen konnten. Laut einer ersten Einschätzung sei Vorstandschef Pucher „wegen hochtrabender Geschäfte, Zuwendungen an den Fußballklub und strengerer Anforderungen betreffend Kapitalpuffer vom rechten Weg abgekommen.“ Er ließ über seinen Anwalt verlautbaren, dass er vollumfänglich mit den Behörden kooperieren werde. Franziska Klikovits gab im Zuge ihrer Vernehmung an, dass 50 Prozent der Kredite, 95 bis 98 Prozent der Interbankveranlagungen und zehn Prozent der Kundeneinlagen, die ausgebucht wurden, fingiert gewesen seien.
Als einen Rettungsanker zur Einbringung der fehlenden Millionen hatte Pucher offenbar Anfang der 2000er Jahre erstandene Patentrechte an umwelttechnologischen Entwicklungen eines deutschen Erfinders (Ölbinder, Filter, Entgifter und Ähnliches). Die Commerzialbank hatte die Patentrechte über Investitionen in Höhe von 17 Millionen Euro erhalten. Ein Wiener Patentanwalt hatte die Patentrechte im Jahr 2015 mit nur 5,38 Mio. Euro bewertet, jedoch die Verwertungsschancen als "ausgezeichnet" eingeschätzt.

#### Rolle der Kontrollorgane
Inwiefern der Aufsichtsrat der Bank in seiner Kontrollfunktion gegenüber dem Vorstand versagt hat, ist Teil der Ermittlungen. Die Bestellung der Aufsichtsratsmitglieder, meist lokale Gewerbetreibende, war durch die Hauptversammlung der Eigentümer erfolgt, unter denen sich auch Vorstand Martin Pucher befindet. Der Vorstand hatte also Einfluss auf die Zusammensetzung seines Kontrollorgans. Die Ermittlungen und Aussagen Puchers während seiner Einvernahme legten nahe, dass ein Großteil der Aufsichtsratsmitglieder nicht oder nicht vollständig über die Verhältnisse der Bank informiert war und auch kein besonderes Interesse daran zeigte, diese näher kennenzulernen. Kritische Fragen seien, so Pucher, nur sehr selten und nur von zwei der zehn Mitglieder gestellt worden.
Nach Bekanntwerden der offenbar jahrelang praktizierten Bilanzfälschung geriet die Bankprüfungsfirma TPA in Kritik. Sie hatte die Geschäfte der Bank von 2006 bis 2018 geprüft, die Prüfung des Jahres 2019 war noch nicht abgeschlossen. Die Firma wies die Kritik zurück, man sei von der Commerzialbank Mattersburg mit „hoher krimineller Energie“ getäuscht worden. Die Bank habe das Vertrauen der Prüfer missbraucht und die erwähnten gefälschten Belege über Guthaben bei anderen Banken vorgelegt. Puchers engste Mitarbeiterin hatte über zumindest 10 Jahre hinweg gefälschte Belege auf Briefpapier und mit Kuverts der jeweiligen Banken erstellt und so den Prüfern zukommen lassen. Eigentlich wären diese verpflichtet, die Bankbestätigungen selbst direkt von den jeweiligen Kreditinstituten einzuholen. Im Auftrag des Landes Burgenland war die TPA-Gruppe gleichzeitig auch für die Prüfung des Haupteigentümers der Bank, der eingangs genannten Genossenschaft, verantwortlich. Laut der Wirtschaftswissenschaftlerin Michaela Schaffhauser-Linzatti sei es in einer solchen Konstellation „völlig normal und üblich, dass ein und derselbe Prüfer, sowohl zum Abschlussprüfer der Tochter, als auch zum Abschlussprüfer und Konzernabschlussprüfer der Mutter bestellt wird.“ Robert Holzmann, Gouverneur der Oesterreichische Nationalbank, wies eine Verantwortung seines Instituts zurück, da es nicht die Aufgabe der OeNB sei, die Wirtschaftsprüfer zu prüfen. Deren Täuschung sei der entscheidende Punkt in diesem „Kriminalfall, bei dem mit höchster Energie und Finesse ein internes Pyramidenspiel geschaffen wurde.“ Die Masseverwalter der Commerzialbank brachten im September 2020 eine Schadenersatzklage gegen TPA ein, deren Klagesumme jedoch von einer im Bankwesengesetz festgelegten Haftungshöchstgrenze auf 20 Millionen Euro beschränkt wurde.

### Auswirkungen
Infolge der Schließung konnten Kunden der Bank weder am Bankomat Geld abheben noch Überweisungen tätigen, auch Zahlungen mittels Bankomatkarte waren nicht möglich. Sie wurden aufgefordert, bei anderen Bankinstituten neue Konten zu eröffnen. Dank der im Kontext mit der Weltfinanzkrise 2008 beschlossenen Einlagensicherung konnten betroffene Bankkunden bis zu 100.000 Euro Entschädigung pro Person erhalten. Darüber hinausgehende Ansprüche können nur im Insolvenzverfahren geltend gemacht werden, wo sie in der Regel aber nur zu geringen Prozentsätzen bedient werden. Die Pensionsversicherungsanstalt zahlte Pensionen kurzfristig in bar aus.
Zu den großen Geschädigten des Bilanzskandals zählen unter anderem die Energie Burgenland AG, welche 5 Millionen Euro bei der Commerzialbank veranlagt hatte. Die Technologiefirma Frequentis hatte ungefähr 31 Millionen Euro in der Bank. Ähnlich große Verluste musste der Konzertveranstalter Barracuda (Nova Rock, Frequency-Festival) befürchten, der über Einlagen in Höhe von 34 Millionen Euro verfügte. Auch die Wohnbaugesellschaft EGW Heimstätte verfügte über Guthaben in Höhe von rund 30 Millionen Euro. Ebenfalls zu den Geschädigten zählen die Bauträger Gesiba und Sozialbau AG. Die Gesiba hatte Ende 2018 33,9 Millionen Euro bei der Commerzialbank veranlagt, was 49 % der Eigenmittel der Bank entsprach. Nach der Liquidation der Bank verlor die Gesiba 17,2 Millionen Euro. Noch höher fiel der Verlust der Sozialbau AG aus, die mehr als 70 Millionen Euro verlor. Auch mehrere burgenländische Gemeinden hatten Teile ihres Budgets bei der Commerzialbank Mattersburg veranlagt. Insgesamt 13.500 „größere“ Kunden waren von dem Bilanzskandal besonders betroffen.
Besonders von dem Skandal betroffen war auch der Bundesligaverein SV Mattersburg. Bankvorstand Pucher hatte den Verein rund 30 Jahre lang aufgebaut und war auch dessen Obmann. Etwa 4,9 Millionen Euro des 11 Millionen Euro umfassenden Jahresbudgets des Fußballclubs gingen auf Sponsoring der Commerzialbank zurück, ein Großteil des Betrages dürfte mittels fiktiver Konten und durch Manipulation realer Verträge in der Bank „erfunden“ worden sein. Pucher und Klikovits manipulierten real bestehende Sponsoringverträge oder setzten diese im Namen nichtwissender Sponsoren und mit gefälschten Unterschriften neu auf und schleusten so Geld von der Bank in den Verein. Nachdem die Suche nach einem neuen Hauptsponsor gescheitert war, beschloss der Verein, seine Bundesligalizenz zurückzulegen und den Spielbetrieb einzustellen. Der 35%ige Anteil des Fußballvereines an der Fußballakademie Burgenland wurde vom Land Burgenland, das an der Akademie bereits mit 40 % beteiligt gewesen war, übernommen. Landeshauptmann Doskozil schloss die Verwendung öffentlicher Gelder zur Rettung der Bank selbst aus, jedoch übernahm das Land eine Bürgschaft von 80 % für Firmenkredite bis zu einer Höhe von 100.000 Euro.

#### Politische Turbulenzen
Der Skandal weckte Erinnerungen an die 20 Jahre zuvor publik gewordenen Bilanzmanipulationen bei der Bank Burgenland. Damals hatte das wirtschaftlich schwache Land als Eigentümer der durch geplatzte Kredite vor der Insolvenz stehenden Bank große Summen zu deren Rettung zuschießen müssen. Dies resultierte im Rücktritt von Landeshauptmann Karl Stix und folgenden Neuwahlen. Da die Commerzialbank Mattersburg (anders als damals die Bank Burgenland) jedoch ein privates Institut ist, wurden derartige Folgen trotz einer vergleichbaren Größenordnung des Betruges nicht erwartet. Am 1. August 2020 trat jedoch der burgenländische Wirtschaftslandesrat Christian Illedits zurück. Er war im Vorfeld unter Druck geraten, da er die politische Verantwortung für die korrekte Prüfung der Eigentümergenossenschaft der Commerzialbank innehatte. Er selbst begründete den Rücktritt mit einer verbotenen Geschenkannahme von Seiten des SV Mattersburg im Jahr 2016. Illedits war Aufsichtsratsvorsitzender der Fußballakademie des SV Mattersburg gewesen, stellvertretender Vorsitzender war Martin Pucher. Kurz nach Illedits' Rücktritt wurden Vorwürfe laut, dass unmittelbar vor der Schließung der Bank eine große Summe von den Konten des Regionalmanagement Burgenland (eine Tochtergesellschaft des Landes) behoben worden sei. Landeshauptmann Doskozil verneinte die Behebung erst, gestand jedoch dann, es habe einen dahingehenden Versuch durch den Geschäftsführer des Regionalmanagements gegeben. Nach Gerüchten um die unmittelbar bevorstehende Schließung seien fünf bis zehn Millionen Euro aus der künftigen Insolvenzmasse der Bank abgeflossen, allerdings nicht durch Behebungen seitens des Landes.

#### Untersuchungsausschuss im Landtag
Am 30. September 2020 konstituierte sich der Untersuchungsausschuss des Burgenländischen Landtages. Untersucht wurden die Komplexe: Genossenschaftsrevision, Betriebseinstellung und Insolvenz der Commerzialbank Mattersburg, Vertragsbeziehungen, politische und organisatorische Beziehungen und die Änderung des kleinen Glücksspiels sowie Ehrungen und Personalia. Der Ausschuss konnte kein Verschulden des Landes oder Mitwirkung eines seiner politischen oder verwaltenden Organe an den Malversationen feststellen. Außer Martin Pucher sei nur Franziska Klikovits in die Verhältnisse der „nahezu potemkinschen Bank“ eingeweiht gewesen. Hingegen liege der Verdacht nahe, dass die Wirtschaftsprüfer grobe Verstöße gegen ihre Sorgfaltspflicht begangen hätten.

## Insolvenzverfahren und juristische Aufarbeitung
Im Insolvenzverfahren am Landesgericht Eisenstadt meldeten 373 Gläubiger und 77 Dienstnehmer Forderungen von knapp 812 Millionen Euro an. Bereinigt um Verfälschungen betrug die Insolvenzmasse 163,4 Millionen Euro Aktiva (Guthaben) und 868,9 Mio. Euro Passiva (Schulden). Als Differenz daraus ergab sich eine Überschuldung von rund 705 Millionen Euro. Pro Jahr seien 20 Mio. Euro Verluste aus der Geschäftstätigkeit entstanden, seit 2010 seien der Bank 156 Mio. Euro widerrechtlich – in bar oder als Scheck – entnommen worden. Davon gingen 57 Mio. Euro an den SV Mattersburg. Fingiert wurden Einlagen bei anderen Banken zu 424,4 Millionen Euro, gegebene Kredite zu 177,7 Mio. Euro. Zu niedrig eingebucht wurden Termineinlagen um 85,5 Mio. Euro und Spareinlagen um 1,6 Mio. Euro. In Summe ergibt das ein nicht existentes Bankvermögen von 689,2 Millionen Euro. Von 141 Millionen Euro an Geschäftskrediten, sind 56 Mio. Euro notleidende Kredite, die mit hoher Wahrscheinlichkeit nicht einbringlich seien. Der Anteil dieser „Non-Performing Loans“ beträgt knapp 40 %, das ist mehr als das 10-Fache des Durchschnitts bei europäischen Banken. Gemessen am Volumen der Passiva ist die Pleite der Commerzialbank Mattersburg laut Kreditschutzverband von 1870 der drittgrößte Insolvenzfall der österreichischen Wirtschaftsgeschichte.
Im Auftrag des Masseverwalters wurden von Dezember 2020 bis Jänner 2021 sämtliches Inventar und der Lagerbestand der Commerzialbank Mattersburg auf der österreichischen Auktionsplattform Aurena.at versteigert.
Im Konkursverfahren der Eigentümergenossenschaft Personalkredit- und Kommerzialkreditvermittlungs- und Anteilsverwaltungsgenossenschaft Schattendorf-Zemendorf-Stöttera-Krensdorf-Hirm-Loipersbach-Draßburg-Baumgarten reg.Gen.m.b.H. (kurz PKG) hatten 55 Gläubiger Forderungen in Gesamthöhe von rund 634 Millionen Euro angemeldet, die vom Masseverwalter vorerst in Höhe von EUR 415 Mio. anerkannt wurden.
Am 17. August 2023 musste der langjährige Abschlussprüfer Pro Revisio (vormals TPA Wirtschaftsprüfung) aufgrund der aus der Commerzialbank-Prüfungen resultierenden Schadenersatzforderungen Insolvenz anmelden.

### Gerichtsverfahren
Nach Bekanntwerden der Bilanzfälschung äußerte Landeshauptmann Doskozil, dass das Land als Geschädigter (aufgrund von Verlusten der Energie Burgenland AG und des Regionalmanagements Burgenland) eine Amtshaftungsklage anstrebe. Die zuständigen Behörden hätten auf einen Geldwäschevorwurf gegen ein Mitglied des Bankvorstandes und Sponsor des SV Mattersburg im Jahr 2018 sowie auf die Anzeige der Finanzmarktaufsicht wegen des Verdachts der Untreue im Zusammenhang mit Kreditgeschäften im Jahr 2015 nicht entsprechend reagiert. Die Einlagensicherung Austria brachte im Februar 2021 beim Landesgericht für Zivilrechtssachen in Wien eine Amtshaftungsklage gegen die Republik Österreich ein, da die Prüfer der Finanzmarktaufsicht ihren Pflichten nicht ordnungsgemäß nachgekommen seien und damit die Auszahlung von 490 Millionen Euro durch die Einlagensicherung verschuldet hätten. Darüber hinaus hatten zwei private Geschädigte das Land Burgenland geklagt, weil dieses nach Übernahme der Revision der Eigentümergenossenschaft keinen unabhängigen Revisor bestellt, sondern damit wiederum die Bankprüfungsfirma TPA beauftragt hatte. Diese Klage wurde mangels Kausalität zum Schadenseintritt zurückgewiesen.
Zwei Jahre nach Schließung der Bank führte die Wirtschafts- und Korruptionsstaatsanwaltschaft im Rahmen ihrer noch nicht abgeschlossenen Ermittlungen 24 Personen und zehn Verbände als Beschuldigte. Im Dezember 2023 brachte die Wirtschafts- und Korruptionsstaatsanwaltschaft gegen einen ehemaligen Mitarbeiter der Bank eine Klage wegen Erpressung ein. Er hatte von Malversationen der Commerzialbank erfahren und von Vorstand Martin Pucher 70.000 Euro für sein Stillschweigen verlangt.
Im Februar 2025 wurden am Landesgericht Eisenstadt die Ex-Bankvorständin Franziska Klikovits und drei Unternehmer verurteilt. Klikovits wurde dabei wegen Veruntreuung, Untreue, betrügerischer Krida sowie wegen Weitergabe gefälschter Zahlungsmittel zu sechs Jahren Freiheitsstrafe verurteilt. Der Hauptbeschuldigte Pucher war nicht verhandlungsfähig und deshalb nicht im Verfahren angeklagt.